# Török Csorja Viola
Török Viola, született Csorja Viola (1957. május 9.–) erdélyi magyar muzikológus, rendező, a marosvásárhelyi Spectrum Színház művészeti vezetője

## Életútja
Középiskoláit a kovásznai líceumban kezdte, s a kolozsvári Zenei Líceumban végezte (1970–76). Főiskolai diplomát muzikológia szakon a kolozsvári Zeneművészeti Főiskolán szerzett (1977–81). 1985-ig a sepsiszentgyörgyi 1. sz. Általános Iskola zenei tagozatán, 1986-tól, kitelepedve Németországba, a kastli magyar gimnáziumban tanított.
1981–85 között megszervezte a sepsiszentgyörgyi Tambura és Cantilena régizene-együtteseket; a Román Televízió magyar adásaiban Boros Zoltánnal a Kaláka-adásokban is szerepelt. Németország egyetlen magyar gimnáziumában 1986-tól magyar zenei és színpadi műsorokat szervezett. Előadták többek között Vörösmarty Mihálytól a Csongor és Tündét, Balassi Bálint Szép magyar komédiáját (ezzel Stockholmban, Bécsben és Párizsban is felléptek) és a Szent Erzsébet-legenda feldolgozott változatát.
Népzenei tárgyú cikkeit 1983–86 között a sepsiszentgyörgyi Megyei Tükör, A Hét, Utunk, Jóbarát közölte.
Sajtó alá rendezte Pozsony Ferenc Álomvíz martján (Feketeügy menti népballadák. Bukarest, 1984) és Szeret vize martján (Moldvai csángómagyar népköltészet. Kolozsvár, 1994) c. köteteinek dallamanyagát.
2014. december 4-től a Spectrum Színház művészeti vezetője, ötletgazdája.

## Rendezései
Romániában a következő darabokat rendezte:
- Balassi Bálint: Szép magyar komédia, (2005, Sepsiszentgyörgy)
- Tamási Áron: Boldog nyárfalevél, (2005, Sepsiszentgyörgy)
- Csiky Gergely: Ingyenélők, (2006, Temesvár)
- Vörösmarty Mihály: Csongor és Tünde, (2007, Sepsiszentgyörgy)
- Párjavesztett (2008, Sepsiszentgyörgy)
- Tamási Áron: Hullámzó vőlegény (2008, Marosvásárhely)
- Ödön von Horváth: A férfiak nélküli falu, (2008, Temesvár)
- J. Racine: Phaedra, (2008, Nagyvárad)
- W. Shakespeare: Szentivánéji álom, (2009, Sepsiszentgyörgy)
- Kay Hensel: Klamm háborúja, (2009, Nagyvárad)
- Tamási Áron: Tündöklő Jeromos, (2010, Kézdivásárhely)
- Kocsis István: A tér (2011, Yorick Stúdió)
- Székely János: Dózsa (2015, Yorick Stúdió)
- Tamási Áron: Tündöklő Jeromos, (2018, Marosvásárhely)

A Spectrum Színház alakulása óta rendezett előadások:
- Henrik Ibsen: A nép ellensége, (2013)
- Tamási Áron: Vitéz lélek (2014)
- Móricz Zsigmond: Boszorkány (2015)
- Moliére: A nők iskolája, (2015)
- Elżbieta Chowaniec: Gardénia (2018)
- Jean Genet: Cselédek (2018)
- Tamási Áron: Tündöklő Jeromos, (2018)
- Matei Vişniec: És a csellóval mi legyen? (2020)
- Tamási Áron: Boldog nyárfalevél, (2021)
- Petőfi Sándor: Bolond Istók, (2022)
- Tatár Rózsa: Ady és Adél (2023)
- Móricz Zsigmond:  Boszorkány (2023)
- Török Viola: Szent Kinga gyűrűje (2024)

## Díjak, kitüntetések
- 2015:  Tamási Áron-díj[1]